# Robert Sienicki
Robert Sienicki, ps. „bele” (ur. 30 lipca 1987 w Ostrowi Mazowieckiej) – polski twórca komiksów, ilustrator, scenarzysta i wydawca. Autor powstającego od 2006 komiksu internetowego The Movie publikowanego na łamach magazynów „Ok-no” i „Za...iste”, obecnie w portalu Stopklatka.pl.
Członek założyciel netKolektywu, grupy zrzeszającej twórców komiksów internetowych. Wraz z Janem Mazurem i Bartkiem Biedrzyckim współtwórca wydawnictwa Dolna Półka i redaktor magazynu Kolektyw, po jego zamknięciu współtwórca i redaktor naczelny antologii „Profanum”.
Twórca popularnego podcastu/audycji Schwing!, którą prowadził z Konradem Okońskim, Karolem Kalinowskim i Arturem Sadłosem. Scenarzysta nagrodzonej na łódzkim Międzynarodowym Festiwalu Komiksu powieści graficznej Scientia Occulta (Mroja Press, 2011).

## Publikacje

### Komiksy[1]
- magazyn „Biceps” (ATY, od 2010)
- magazyn „Kolektyw” (Dolna Półka, 2008-2012) – serie „Recours”, „Sklep z robotami”, „Drużyna A.K.”[3]
- Komiksowe becikowe (2010)
- magazyn „Profanum” (Dolna Półka, od 2012)[3]
- Rycerz Janek: W kanałach szaleństwa (Dolna Półka, 2008)[3]
- Scientia Occulta (Mroja Press, 2011)[3]
- W hołdzie Szarlocie Pawel (ST Contur, 2011)
- The Movie (komiks internetowy, od 2006)

### Ilustracje książkowe[4]
- Maciej Frączyk „Ale kino! Czyli co by było gdyby postaci filmowe były dziećmi” (Zielona Sowa, 2013)
- Maciej Frączyk „Nie przejdziemy do historii” (Zielona Sowa, 2013)
- Jasper Fforde, „Ostatni smokobójca” (SQN, 2012)

### Okładki[4]
- „The Walking Dead: Narodziny Gubernatora”, SQN
- „The Walking Dead: Droga do Woodbury”, SQN
- „Mądrości Shire”, SQN
- „Niezwykła historia Marvel Comics”, SQN
- „Zabójca Hunga”, Wydawnictwo Komiksowe

## Nagrody
- Nagroda publiczności dla Najlepszego Polskiego Komiksu 2010/2011 na MFKiG w Łodzi za album „Scientia Occulta”, wyd. Mroja Press[5].